# 中华人民共和国地质矿产部
中华人民共和国地质矿产部，简称地矿部，是中华人民共和国国务院曾存在的组成部門，負責地質和研業探勘等工作，其前身為全国地质工作计划指导委员会和矿产地质勘探局。1952年根據《关于调整中央人民政府机构的决议》成立中央人民政府地質部。1954年，根據《中华人民共和国国务院组织法》，改名為中華人民共和國地質部，屬國務院。1970年，改設国家计划委员会地质局。1979年，將國家地質總局改為地質部。1982年，再改為地質礦產部。
1998年3月10日，第九届全国人民代表大会第一次会议第三次全体会议表决通过关于国务院机构改革方案的决定。根据这个决定，由地质矿产部、国家土地管理局、国家海洋局和国家测绘局共同组建国土资源部。

## 历史沿革
1952年8月10日，根据《关于调整中央人民政府机构的决议》，中央人民政府第十七次会议决定成立地质部，部址选定为前中国地质调查所旧址——北京市西城区兵马司胡同九号，并任命李四光为部长。
1954年，根据《中华人民共和国国务院组织法》，地质部改名为中华人民共和国地质部。
1970年6月22日，中共中央批准国务院《关于国务院各部门建立党的核心小组和革命委员会的请示报告》称：“建立国家计划革命委员会，由国家计划委员会、国家经济委员会、国务院工业交通办公室、全国物价委员会、物资部、地质部、劳动部、国家统计局、中央安置小组办公室九个单位合并组成。中央工业交通政治部撤销。”此后，地质部即改为“国家计划革命委员会地质局”。
1975年9月30日，国务院《关于调整国务院直属机构的通知》决定“增设国家地质总局”。孙大光任总局局长。
1979年9月13日，第五届全国人民代表大会常务委员会第十一次会议通过《全国人民代表大会常务委员会关于设立第八机械工业部、司法部、地质部和任免名单的决定》，设立地质部，任命孙大光为地质部部长。
1982年5月4日，第五届全国人民代表大会常务委员会第二十三次会议通过《全国人民代表大会常务委员会关于国务院部委机构改革实施方案的决议》，决定将地质部改名为地质矿产部。
1998年3月10日，由地质矿产部、国家土地管理局、国家海洋局和国家测绘局共同组建成国土资源部。

## 历任部长
地質部部长
1. 李四光
2. 孙大光

地质矿产部部长
1. 孙大光
2. 朱训
3. 宋瑞祥

（截至1998年）